# Gekko intermedium
Gekko intermedium là một loài thằn lằn trong họ Gekkonidae. Loài này được Taylor mô tả khoa học đầu tiên năm 1915 dưới danh pháp Ptychozoon intermedium.